# Marcus Pitter
Marcus Pitter, nome artístico de Pedro Marcílio (Ribeirão Preto, 23 de maio de 1950 – Rio de Janeiro, 17 de fevereiro de 2022), foi um ex-cantor, compositor e produtor musical brasileiro.

## Carreira artística
Marcus Pitter surgiu para o grande público em 1969 através do seu primeiro LP "A Voz do Sucesso", lançado pelo selo Polydor. Desse disco, destacam-se as canções "Pingos De Chuva" (versão do clássico "Raindrops Keep Fallin' On My Head", de B.J. Thomas), "Você Partiu E Eu Fiquei Assim", "O Que Os Olhos Não Vêem O Coração Não Sente", entre outras.
Em 1970, lançou o single "A Ponte Rio-Niterói", composição de sua autoria presente em seu segundo LP "A Voz do Sucesso 2". Outro grande sucesso desse disco é a balada country "Vou Voltar", versão de "Yellow River", na época estourada nas paradas com a banda britânica Christie.
No decorrer da década de 1970, emplacou muitos outros sucessos, como "Por Onde o Vento Faz a Curva", "Ela É Casada", "Se Meu Coração Falasse" e "Eu Queria Ser Negro" (balada de protesto contra o racismo). A música, inclusive, foi citada no livro Eu Não Sou Cachorro Não, do historiador Paulo César de Araújo, como uma das canções emblemáticas da chamada "geração cafona" da época. Esses sucessos fizeram dele um dos principais cantores populares dessa década com diversas apresentações em programas de televisão, especialmente nos programas apresentados por Chacrinha e Sílvio Santos, tendo neste último sido um dos destaques do quadro "Os Galãs cantam e dançam aos Domingos".
Por um período, afastou-se dos microfones, mas não dos estúdios, como produtor musical. Em 1986, retornou com um mix duplo sob o selo Continental, com bons arranjos e produção cuidadosa de Jairo Pires. Foram quatro novas músicas próprias: "Feliz Com Quem Quiser", "É Pra Valer", "O Mundo É Uma Guerra" e "Meu Jeito De Ser".

## Vida pessoal
Por fim, deixou a carreira artística no início da década de 1990 e, segundo relatos de amigos próximos, morou em seus últimos anos de vida no bairro de Gamboa, no Rio de Janeiro.
Segundo postagem divulgada nas redes sociais do cantor José Roberto, Pitter faleceu em 17 de fevereiro de 2022,  aos 71 anos, vítima de complicações acarretadas pela COVID-19 após ter sido internado para tratamento em um hospital do Rio de Janeiro.

## Discografia
| Ano  | Álbum                                                                                        | Tipo | Gravadora       |
| ---- | -------------------------------------------------------------------------------------------- | ---- | --------------- |
| 1969 | Eu Gosto Dela Mesmo Assim / Se Não Fosse Você                                                | EP   | Epic/CBS        |
| 1969 | A Voz do Sucesso                                                                             | LP   | Polydor         |
| 1970 | Maria Isabel / Você Partiu E Eu Fiquei Assim                                                 | EP   | Polydor         |
| 1970 | A Voz do Sucesso 2                                                                           | LP   | Polydor         |
| 1971 | Copacabana, Meu Amor / Você Se Esqueceu                                                      | EP   | Polydor         |
| 1971 | A Voz do Sucesso 3                                                                           | LP   | Polydor         |
| 1972 | Eu Vou Pra Barra / Mera Ilusão / Eu Sou De Você / A Vida Só É Boa Assim                      | EP   | Polydor         |
| 1972 | A Voz do Sucesso 4                                                                           | LP   | Som Livre       |
| 1973 | Cenas de Ciúme                                                                               | LP   | Polydor         |
| 1974 | A Ponte Rio-Niterói / Chove Lá Fora / A Lua E A Rosa / Ela É Casada                          | EP   | Polydor         |
| 1974 | Marcus Pitter                                                                                | LP   | Polyfar/Philips |
| 1975 | Marcus Pitter                                                                                | LP   | Continental     |
| 1978 | Guria Matuta / Eu Não Sou Assim Não / Tô Contigo E Não Abro / Elvis Presley / Love Me Tender | EP   | Som Livre       |
| 1980 | Pra Matar a Saudade                                                                          | LP   | Top Tape        |
| 1981 | Os Grandes Sucessos                                                                          | LP   | Top Tape        |
| 1986 | Feliz Com Quem Quiser / É Pra Valer / O Mundo É Uma Guerra / Meu Jeito De Ser                | EP   | Continental     |
| 1990 | Vamos Consertar o Mundo                                                                      | LP   | Brasil Tapes    |

## Curiosidade
O single "Copacabana, Meu Amor", lançado em 1971, fez parte da trilha sonora da sitcom Tapas & Beijos, transmitida pela Rede Globo em 5 temporadas entre os anos de 2011 e 2015. A música foi incluída entre as faixas do CD com a trilha sonora do seriado, que foi lançado em 2015 pela gravadora Som Livre.